# Trancers 6: Life After Deth
Trancers 6: Life After Deth è un film statunitense del 2002 diretto da Jay Woelfel. 

## Trama
Jack Deth viaggia nel tempo, risvegliandosi nel corpo di sua figlia. Adesso Jack vuole salvare se stesso e il mondo da una nuova razza mortale di Trancer.